# Норман, Жак Огюст
Жак Огю́ст Норма́н (фр. Jacques-Augustin Normand; 4 октября 1839, Гавр — 11 декабря 1906, Гавр) — французский инженер-кораблестроитель и предприниматель, владелец кораблестроительной фирмы.
Происходил из нормандской семьи, в которой многие мужчины занимались кораблестроением ещё с XVIII века. Его отец Огюст Норман также был известным кораблестроителем, создавшим в 1842 году первый французский пароход с гребным винтом Le Napoléon.
Первоначальное образование получил в области астрономии. Его работа как кораблестроительного инженера была связана в основном с проектированием котлов, различных механизмов и обшивки для миноносцев и эсминцев. С 1896 года и до момента смерти Нормана практически все французские корабли данных типов строились по проектам его фирмы.